# Ibn Durayd
Abū Bakr Muhammad ibn al-Ḥasan ibn Duraid al-Azdī al-Baṣrī ad-Dawsī Al-Zahrani (en árabe أبو بكر محمد بن الحسن بن دريد بن عتاهية الأزدي البصري الدوسي الزهراني), Ibn Durayd o Ibn Duraid (en árabe إبن دريد) (Basora, c. 837-933), fue un poeta y filólogo árabe y destacado gramático de Basora. Fue descrito como 'el erudito más consumado, el filólogo más capaz y el primer poeta de la época',
Su nacimiento tuvo lugar en Basora, durante la época de la dinastía abasí. Ibn Durayd es más conocido hoy día como el lexicógrafo del influyente diccionario Jamharat al-Lugha (جمهرة اللغة). La fama de este completo diccionario de la lengua árabe solo es superada por su predecesor, el Kitab al-'Ayn de al-Farahidi.

## Biografía
Ibn Durayd nació en la calle Sālih, (233H / c. 837) durante el reinado del califa abasí Al-Mutásim. Entre sus maestros estaban Abū Hātim as-Sijistāni, ar-Riāshi (Abū al-Faḍl al-'Abbās ibn al-Faraj al-Riyāshī)), Abd ar-Rahmān Ibn Abd Allah, sobrino de apellido al-Asmāi (Ibn Akhī 'l Asmāi), Abū Othmān Saīd Ibn Hārūn al-Ushnāndāni, autor de Kitāb al-Maāni, al-Tawwazī y al-Ziyādi. Citó del libro Musālamāt al-Ashrāf (Gestos de amistad de los nobles) escrito por su tío paterno al-Ḥasan ibn Muḥammad. El mismo Ibn Durayd se identificó con los árabes qahtanitas, la mayor confederación, de la cual Azd es un subgrupo. Ibn Jallikan, en su diccionario biográfico da su nombre completo como:
Abū Bakr M. b. al-Hasan b. Duraid B. Atahiya b. Hantam b. Hasan b. Hamami b. Jarw Wasi b. Wahb b. Salamá b. Hadir b. Asad B. Adi b. amr b. Malik b. Fahm b. Ghanim b. Daus b. Udthān b. Abd Allah b. Zahran b. Kaab b. al-Hârith b. Kaab b. Abd Allah b. Malik b. Nasr b. al-Azd b. al-Gauth b. Nabt b. Malik b. Zaid b. Kahlān b. Saba b. Yashjub b. Yarub b. Kahtān, de la tribu Azd, nativo de Basora.
El erudito chiita Ibn al-Nadim (f. 990), ofrece una genealogía ligeramente restringida con algunas variaciones:
Abu Bakr Muḥammad ibn al-Ḥasan ibn Durayd bin 'Atāhiyah ibn Ḥantam ibn Ḥasan, hijo de Ḥamāmī, cuyo nombre procedía de un pueblo de la región de 'Umān, llamado Ḥamāmā, y que era hijo de Jarw ibn Wāsi' ibn Wahb bin Salamah ibn Jusham ibn Ḥādir ibn Asad bin 'Adī ibn 'Amr ibn Mālik ibn Naṣr ibn Azd ibn al-Ghawth.
Cuando Basora fue atacada por los zanj y Ar-Riāshī fue asesinado en 871, huyó a Omán, entonces gobernado por Muhallabi. Se dice que ejerció como médico, aunque no se conoce ningún trabajo suyo sobre ciencia médica, al menos, que haya sobrevivido. Después de doce años de estancia en Omán, Jallikan dice que regresó a Basora por un tiempo y luego se mudó a Persia. En el relato de Al-Nadim, se mudó a Jazīrat Ibn ‘Umārah  (que puede referirse al suburbio de Basora) antes de marchar a Persia donde estuvo bajo la protección del gobernador Abd-Allah Mikali y sus hijos, y allí escribió sus obras principales. Abd-Allah lo nombró director de la oficina gubernamental de la provincia de Fars y se dice que mientras estuvo allí, cada vez que recibía su salario, lo donaba casi todo a los pobres. En 920 se trasladó a Bagdad, recibiendo una pensión mensual de cincuenta dinares del califa Al-Muqtadir en apoyo de sus actividades literarias que continuaron hasta su muerte. En Bagdad se hizo amigo de Muhammad ibn Jarir al-Tabari.

## Obras
Se dice que escribió más de cincuenta libros de lengua y literatura. Como poeta, su versatilidad y alcance fueron proverbiales y su producción demasiado prodigiosa para detallarla. Su colección de cuarenta historias fue muy citada por autores posteriores, aunque solo sobreviven fragmentos. Quizás basándose en su ascendencia omaní, su poesía contiene algunos temas claramente omaníes.

### Kitāb al-Maqṣūrah
Macsura (مقصورة), es decir, 'compartimento' o 'Alif corto' (maqsūr); también conocido como Kasīda; es un elogio a Shah ibn Mikal y su hijo Abu'l-Abbas Ismail. Hay ediciones de A. Haitsma (1773), E. Scheidius (1786) y N. Boyesen (1828). Existen varios comentarios sobre el poema en el manuscrito (cf. C. Brockelmann, Gesch. der Arab. lit., i. 211 ss., Weimar, 1898).

### Kitāb al-Ishtiqāq
Al-Ištiqāq Kitāb Dida aš-šu'ūbīya wa fī Yufasir Ištiqāq al-'Asmā' al-'Arabīati (Libro de etimología contra las shu'ubiyya y explicaciones etimológicas de nombres árabes); abr., Kitāb ul-Ištiqāq (الاشتقاق) (ed., Wüstenfeld, Göttingen, 1854): Descripciones de vínculos etimológicos de nombres tribales árabes y la polémica más temprana contra el movimiento populista 'shu'ubiyya'.

### Yamhara fi 'l-Lughat
Yamhara fi 'l-Lughat (جمهرة اللغة) (La parte principal, La Colección) sobre la ciencia del lenguaje, o diccionario de la lengua árabe. Debido al proceso fragmentado del texto, las primeras partes hechas en Persia y las partes posteriores de memoria en Bagdad, con frecuentes adiciones y supresiones evolucionaron a partir de una diversidad de transcripciones, adiciones y supresiones, dio lugar a inconsistencias. El gramático Abū al-Fatḥ 'Ubayd Allāh ibn Aḥmad recopiló varios de los diversos manuscritos y produjo una copia corregida que ibn Durayd leyó y aprobó. Originalmente en tres volúmenes manuscritos, el tercero comprendía en gran parte un extenso índice. Publicado en Haiderabad (India), en cuatro volúmenes (1926, 1930). El historiador Al-Masudi elogió a Ibn Durayd como heredero intelectual de Jalil ibn Ahmad, el compilador del primer diccionario árabe, el Kitab al-'Ayn (كتاب العين), es decir, 'El Libro de las fuentes'. En su Kitāb al-Fihrist, Al-Nadīm informa sobre un relato escrito por Abū al-Fatḥ ibn al-Naḥwī y que Ibn Durayd examinó el manuscrito de Kitāb al-'Ayn en Basora en el 862.[11] Al-Nadim también nombra a ibn Duraid entre un grupo de correctores eruditos que corrigieron el Kitāb al-'Ayn. Sin embargo, mientras que el diccionario de Ibn Durayd se basa en el de al-Farahidi - de hecho, Niftawayh, contemporáneo de Ibn Durayd, incluso lo acusó de plagiar de al-Farahidi - Ibn Durayd se apartó del sistema que se había seguido anteriormente, de un progresión fonética de la producción de letras que comenzaba con la letra 'más profunda', la letra faríngea glotal "ع" (عين), es decir, ʿayn que significa 'fuente'. En su lugar, adoptó el abyad, o sistema de orden alfabético árabe que es el estándar universal del formato de diccionario en la actualidad.